# 거짓말을 사랑하는 여자
《거짓말을 사랑하는 여자》(일본어: 嘘を愛する女)는 2018년 1월 20일 공개된 일본의 로맨스 서스펜스 영화이다. 이 작품은, 새로운 재능의 발굴을 목표로 2015년에 개최된 〈TSUTAYA CREATORS'PROGRAM FILM2015〉에서 응모 총수 474편 중에서 초대 그랑프리를 차지한 기획을 영상화하였다. 아시아판 칸 광고제로 불리는 ADFEST (아시아 태평양 광고제) Fabulous4 부문에서 그랑프리를 획득, 수많은 CM 작품은 감정적인 작풍과 개성적인 영상미가 높이 평가 된 CM 디렉터 나카에 카즈히토의 장편 영화 데뷔작. 
주연은 나가사와 마사미, 타카하시 잇세이. 영화에서 나가사와와 타카하시가 출연하는 것은 2004년 공개의 〈세상의 중심에서 사랑을 외치다〉 이래.

## 시놉시스
식품 제조 업체에서 근무하는 커리어 우먼의 카와하라 유카리(나가사와 마사미 분)는 어느 날 연구원 의사의 코이데 킷페이(다카하시 잇세이 분)와 연인사이로 동거 5년째를 맞이했다. 어느 날 킷페이가 지주막하출혈로 의식을 잃고 쓰러진 곳에서 발견한 소지하고 있던 운전 면허증이나 의사 면허는 위조 된 것으로, 이름도 거짓이었다는 것을 발견한다. 
킷페이의 배경이 모두 거짓이었다는 충격과 「그가 누구인가」라는 의문을 지울 수 없는 유카리는 결국 사립 탐정의 우나하라 타쿠미(요시다 코타로 분)에 조사를 의뢰한다.

## 출연
- 카와하라 유카리 : 나가사와 마사미
- 코이데 킷페이 : 타카하시 잇세이
- DAIGO
- 카와에이 리나
- 쿠로키 히토미
- 요시다 코타로

## 스태프
- 감독 : 나카에 카즈히토
- 각본 : 나카에 카즈히토, 콘도 노조미
- 음악 : 후우키 하루미
- 제작 : 영화 〈거짓말을 사랑하는 여자〉 제작위원회
- 제작 프로덕션 : ROBOT
- 제작 협력 : 도호 영화, 아베 슈지 사무소
- 배급 : 도호